# William de la Pole (1er duc de Suffolk)
Pour les articles homonymes, voir William de la Pole.
Titres
Duc de Suffolk
2 juin 1448 – 2 mai 1450
(1 an et 11 mois)
Comte de Pembroke
27 février 1447 – 2 mai 1450
(3 ans, 2 mois et 5 jours)
Marquis de Suffolk
14 septembre 1444 – 2 juin 1448
(3 ans, 8 mois et 19 jours)
Comte de Suffolk
25 octobre 1415 – 14 septembre 1444
(28 ans, 10 mois et 20 jours)
William de la Pole, né le 16 octobre 1396 à Cotton (Suffolk) et mort le 2 mai 1450 au large de Calais, comte, puis marquis, puis duc de Suffolk (1448), est un noble anglais des règnes de Henri V et Henri VI. 
Il participe aux combats de la guerre de Cent Ans, notamment au siège d'Orléans (1428-1429), et est fait prisonnier en 1429 à Jargeau. Revenu en Angleterre en 1434, il est proche du lord chancelier Henri Beaufort et devient le favori de Henri VI dans les années 1440. Les défaites subies en France, notamment en Normandie, entrainent son bannissement du royaume en 1450 ; il est assassiné par des soldats mécontents au cours de la traversée de la Manche entre Douvres et Calais. 
Il est aussi appelé par les chroniqueurs « William de La Poole », et en France « Guillaume de La Poule, comte de Suffort ».

## Biographie

### Origines familiales et jeunesse
Il est le fils de Michael de la Pole, 2e comte de Suffolk, le petit-fils de Michael de la Pole, 1er comte de Suffolk, chancelier d'Angleterre, et l'arrière-petit-fils de William de la Pole, marchand de laine et financier.
Sa mère est de Katherine Stafford, fille d'Hugh, 2e comte de Stafford. 

### Participation à l'offensive anglaise en France de 1415
En 1415, il participe aux côtés de son père à l'offensive lancée en France par le roi Henri V. Il est gravement blessé lors du siège d'Harfleur (août-septembre 1415) au cours duquel son père est tué. 
Quelques semaines plus tard, son frère aîné, Michael de la Pole, est tué à la bataille d'Azincourt (25 octobre). William hérite donc du titre de comte de Suffolk. 

### La guerre en France contre Charles VII (à partir de 1422)
En 1420, Henri V, allié depuis 1419 au duc de Bourgogne Philippe le Bon et au parti des Bourguignons, obtient la signature du traité de Troyes, qui fait de lui le successeur de Charles VI sur le trône de France. Mais le dauphin Charles (1403-1461), fils de Charles VI, soutenu par les Armagnacs, se proclame aussi roi de France sous le nom de Charles VII. 
En juillet 1427, William de la Pole met le siège devant Montargis (actuel Loiret), mais est contraint de le lever à l'arrivée de troupes françaises commandées par Dunois. 
En 1428, il commande  aux côtés de Thomas Montaigu, comte de Salisbury, et de John Talbot, comte de Shrewsbury, les forces anglaises qui mettent le siège devant Orléans, siège qui est levé le 8 mai 1429 à l'arrivée de l'armée où se trouve Jeanne d'Arc. 

### Prisonnier en France (à partir de juin 1429)
Le 12 juin 1429, lors de la bataille de Jargeau, il est fait prisonnier par un gentilhomme français, Guillaume Renault, qu'il adoube sur le champ de bataille pour ne pas subir la honte d'être pris par un écuyer. Il reste prisonnier pendant quelques mois. 
Il est mentionné dans la lettre adressée par Jeanne d'Arc aux habitants de Tournai.

### Retour à la vie politique anglaise (1434-1444)
De retour en Angleterre en 1434, il devient l'allié du lord chancelier Henri Beaufort contre Humphrey de Lancastre, duc de Gloucester, oncle du roi Henri VI et régent, dans sa lutte pour le pouvoir. 
En 1434, il devient seigneur de Wallingford. 

### Favori royal (1444-1450)
Beaufort est partisan d'une trêve avec la France. En 1444, Suffolk négocie le mariage de Henri VI avec Marguerite d'Anjou. En récompense, le roi l'élève au rang de marquis. 
Vers cette époque, il épouse Alice Chaucer, petite-fille du poète Geoffrey Chaucer. 
En février 1447, il fait arrêter le duc de Gloucester. En avril, après la mort d'Henri Beaufort, il devient le véritable maître du pouvoir, dirigeant l'Angleterre au nom de Henri VI. Celui-ci le nomme lord chambellan, amiral d'Angleterre et son titre de marquis de Suffolk est élevé en duché. 

### Chute et mort (1450)
Mais il est déjà en perte de popularité auprès du Parlement et des autres barons. Le traité secret[Quand ?] cédant le comté du Maine à la France lui met à dos une bonne partie du public anglais. La perte de la Normandie provoque sa chute. 
Le 28 janvier 1450, il est arrêté et emprisonné à la tour de Londres, puis condamné à un bannissement de cinq ans. 
Mais le bateau qui l'emmène en France est intercepté par une bande de soldats mécontents appartenant au duc d'Exeter, qui le condamnent à mort et le décapitent (2 mai 1450).
Son corps, retrouvé sur une plage de Douvres, est emmené dans le Suffolk, puis son épouse l'inhume dans la chapelle de la chartreuse Saint-Michel de Kingston, fondation de son arrière-grand-père William.
.

### Descendance
Du mariage de William de la Pole avec Alice Chaucer naît un fils, John (1442-1492). Rallié à la maison d'York au cours de la guerre des Deux-Roses, il est restauré comme 2e duc de Suffolk en 1463 ; il se soumet à Henri VII après la défaite de la maison d'York à la bataille de Bosworth (1485).
Le généalogiste français du XVIIe siècle Pierre de Guibours (1626-1695), dit le Père Anselme attribue à John une sœur, Jeanne (ou Anne), qui aurait épousé Gaillard de Durfort (1419-1481), noble gascon féal du roi d'Angleterre et duc d'Aquitaine à la fin de la guerre de Cent Ans.
John a probablement aussi une demi-sœur, fille illégitime de William, Jane (vers 1430-1494), épouse de Thomas Stonor (1423-1474), né à Stonor (Oxfordshire) et pupille de Thomas Chaucer, l'oncle d'Alice Chaucer.

### Ouvrages cités en référence
- Thomas Basin, Histoire de Charles VII, Paris, Les Belles Lettres, 1933 (réimpr. éd. et trad. Charles Samaran)
- Gascoigne, Loci e Libro Veritatum, James E. Thorold Rogers, M. P., 1881, 346 p. (lire en ligne)
- Henry Alfred Napier, Historical Notices of the Parishes of Swyncombe and Ewelme, James Wright, 1858, xxi + 454, relié avec 21 ill. en plein-texte, 39 planches
- Mathieu d'Escouchy, Chronique, Paris, G. Du Fresne de Beaucourt pour la Société de l'histoire de France, 1863 (lire en ligne)
- James Henry Ramsay, Lancaster and York: a century of English history (A.D. 1399-1485), Oxford, Clarendon press, 1892 (réimpr. 2002 par Elibron Classics), 702 p.
- Enguerrand de Monstrelet, Chroniques, Paris, Verdière, 1826, 8 vol. in-octavo
- Anonyme (édition par Siméon Luce), Chronique du Mont-Saint-Michel (1343-1468), Paris, Firmin Didot, 1879-1883, XXIII+322 soit 348, 2 vol. 23 cm

### Autres
- Edgar Trevor Williams et Christine Stephanie Nicholls, The Dictionary of National Biography, Oxford University Press, 1981 (ISBN 0-19-865207-0, lire en ligne), p. 1178
- Douglas Richardson, Plantagenet Ancestry: a Study in Colonial and Medieval Families., Baltimore, Genealogical Publishing Co., 2004 (ISBN 0-80631-750-7), p. 945